# Iniciativa Comunista
Iniciativa Comunista (IC) és una organització política madrilenya, de caràcter comunista, revolucionària, republicana, laica, ecologista, antiimperialista, antifeixista i antipatriarcal, que assumeix la defensa dels interessos de la classe treballadora. Iniciativa Comunista reivindica:
| « | La necessitat de la formació d'un bloc social i polític que aglutini totes les forces d'oposició al sistema polític de l'estat espanyol amb l'objectiu d'iniciar un procés constituent per la república, que suposi la ruptura democràtica amb el règim hereu del franquisme. Així mateix, considerem imperativa la necessitat de formar part d'un procés d'unitat dels comunistes que desemboqui en la construcció d'un partit comunista i aglutini als elements més conscients de la classe obrera, treballant per la conquesta del socialisme. | » |

Iniciativa Comunista es constitueix al juliol de 2008 a través d'un congrés d'unitat entre Comunistas 3, escissió de Corriente Roja, y el Colectivo Comunista Pensamiento Crítico, antiga agrupació del PCE del districte Fuencarral-El Pardo de Madrid.
Iniciativa Comunista participa en diferents moviments socials pels serveis públics i la solidaritat internacional, així com forma part de la Coordinadora Republicana de Madrid i de la Coordinadora Antifascista de Madrid. Al maig de 2009, Iniciativa Comunista va recolzar i va participar en la campanya a les eleccions europees de la candidatura Iniciativa Internacionalista - La Solidaritat entre els Pobles que encapçalava Alfonso Sastre
Encara que inicialment Iniciativa Comunista només tenia presència a Madrid, entre 2009 i 2010 el seu àmbit d'actuació també es va estendre a la província de Guadalajara, a Castella-La Manxa.